# Photinia stenophylla
Photinia stenophylla är en rosväxtart som beskrevs av Hand.-mazz.. Photinia stenophylla ingår i släktet Photinia och familjen rosväxter. Inga underarter finns listade i Catalogue of Life.